# ويلنغتون نيم
إسمه الحقيقي ويلنغتون سيلفا سانشيس أوغويار (بالبرتغالية: Wellington Silva Sanches Aguiar‏) وإسمه المعروف (بالبرتغالية: Wellington Nem‏) هو لاعب كرة قدم برازيلي في مركز الهجوم ولد في يوم 6 فبراير 1992 في مدينة ريو دي جانيرو في البرازيل، يلعب حالياً مع نادي شاختار دونتسك وسبق له اللعب مع نادي ساو باولو ونادي فلومينينسي ونادي فيغورينسي، في سنة 2012 بدأ باللعب مع منتخب البرازيل لكرة القدم.

## روابط خارجية
- ويلنغتون نيم على موقع الاتحاد الأوربي (الإنجليزية)
- ويلنغتون نيم على موقع اتحاد أوكرانيا (الإنجليزية)
- ويلنغتون نيم على موقع قاعدة بيانات كرة القدم.إي يو (الإنجليزية)
- ويلنغتون نيم على موقع ناشيونال فوتبول تيمز (الإنجليزية)
- ويلنغتون نيم على موقع Soccerway.com (الإنجليزية)
- ويلنغتون نيم على موقع عالم كرة القدم.نت (الإنجليزية)
- ويلنغتون نيم على موقع AS.com (الإسبانية)